# Salvatore Pinna
Salvatore Pinna (Sorso, 23 agosto 1975) è un allenatore di calcio ed ex calciatore italiano, di ruolo portiere, preparatore dei portieri della Torres.
Detiene il record di presenze (347) con la maglia della Torres.

## Caratteristiche tecniche
Noto per carisma,  era un portiere reattivo tra i pali in possesso di discreti riflessi e di un buon senso della posizione, efficace nelle uscite basse.

## Carriera

### Giocatore
Muove i suoi primi passi nelle giovanili del Sorso, prima di approdare al Castelsardo, nel Campionato Nazionale Dilettanti. Nel 1998 viene tesserato dalla Torres, in Serie C2. Il 27 settembre 1998 segna al 93' - con un rinvio di piede dalla propria area di rigore - la rete che consente ai sardi di imporsi 2-1 ai danni della Vis Pesaro.
Nel 2006 lascia i sardi dopo otto stagioni, accordandosi con il Taranto. Il 12 gennaio 2007 viene tesserato dal Grosseto, ottenendo una storica promozione in Serie B. A questo successo segue quello della Supercoppa di Lega di Serie C1.
Il 1º luglio 2007 firma un biennale con la Salernitana, in Serie C1, con cui il 27 aprile 2008 - grazie al successo contro il Pescara per 2-0, incontro in cui respinge un calcio di rigore a Sansovini - vince il campionato, ottenendo la promozione in Serie B. Esordisce nella serie cadetta il 30 agosto 2008 contro il Sassuolo.
Il 10 luglio 2009 viene tesserato dal Pescara, in Lega Pro Prima Divisione. Il 30 giugno 2011 - non avendo trovato un accordo per il rinnovo contrattuale - resta svincolato. Il 12 marzo 2012 viene tesserato dal Porto Torres, in Serie D. Negli anni a seguire veste le maglie di Alghero, Usinese e Tempio. 
Il 2 giugno 2016, dopo queste esperienze nelle divisioni dilettantistiche regionali, torna alla Torres, in Serie D, in qualità di preparatore dei portieri. A inizio stagione, rimessi i guantoni, si riprende il posto da titolare tra i pali. Il 10 giugno 2018 raggiunge quota 343 gettoni con i sardi, superando il precedente primato appartenuto a Paolo Morosi.
Messosi a disposizione della società come preparatore dei portieri, nel 2019 - dopo aver riportato la squadra in Serie D - complici alcune assenze in rosa, torna in campo all'età di 44 anni, fino a raggiungere il definitivo record di 347 presenze.

### Allenatore
Nel 2019, conseguito il patentino UEFA B, viene nominato vice allenatore e preparatore dei portieri della Torres. A fine stagione non viene confermato.
Il 16 luglio 2021 viene comunicato il suo ritorno alla Torres, come collaboratore tecnico del mister Alfonso Greco. Il 1° luglio 2024  firma il rinnovo biennale, andando però  a ricoprire il ruolo di preparatore dei portieri.

## Statistiche

### Presenze e reti nei club
Statistiche aggiornate al 30 giugno 2020.
| Stagione            | Squadra             | Campionato          | Campionato | Campionato | Coppe nazionali | Coppe nazionali | Coppe nazionali | Coppe continentali | Coppe continentali | Coppe continentali | Altre coppe | Altre coppe | Altre coppe | Totale | Totale |
| Stagione            | Squadra             | Comp                | Pres       | Reti       | Comp            | Pres            | Reti            | Comp               | Pres               | Reti               | Comp        | Pres        | Reti        | Pres   | Reti   |
| ------------------- | ------------------- | ------------------- | ---------- | ---------- | --------------- | --------------- | --------------- | ------------------ | ------------------ | ------------------ | ----------- | ----------- | ----------- | ------ | ------ |
| 1994-1995           | Castelsardo         | CND                 | 31         | -34        | -               | -               | -               | -                  | -                  | -                  | -           | -           | -           | 31     | -34    |
| 1995-1996           | Castelsardo         | CND                 | 33         | -31        | -               | -               | -               | -                  | -                  | -                  | -           | -           | -           | 33     | -31    |
| 1996-1997           | Castelsardo         | CND                 | 33         | -44        | -               | -               | -               | -                  | -                  | -                  | -           | -           | -           | 33     | -44    |
| 1997-1998           | Castelsardo         | CND                 | 34         | -39        | -               | -               | -               | -                  | -                  | -                  | -           | -           | -           | 34     | -39    |
| Totale Castelsardo  | Totale Castelsardo  | Totale Castelsardo  | 131        | -148       |                 | -               | -               |                    | -                  | -                  |             | -           | -           | 131    | -148   |
| 1998-1999           | Torres              | C2                  | 34         | -28        | CI-C            | 0               | 0               | -                  | -                  | -                  | -           | -           | -           | 34     | -28    |
| 1999-2000           | Torres              | C2                  | 33         | -26        | CI-C            | 3               | -5              | -                  | -                  | -                  | -           | -           | -           | 36     | -31    |
| 2000-2001           | Torres              | C1                  | 28         | -47        | CI-C            | 2               | -3              | -                  | -                  | -                  | -           | -           | -           | 30     | -50    |
| 2001-2002           | Torres              | C1                  | 33         | -38        | CI-C            | 2               | 0               | -                  | -                  | -                  | -           | -           | -           | 35     | -38    |
| 2002-2003           | Torres              | C1                  | 32         | -36        | CI-C            | 3               | -4              | -                  | -                  | -                  | -           | -           | -           | 35     | -40    |
| 2003-2004           | Torres              | C1                  | 34         | -28        | CI-C            | 2               | -2              | -                  | -                  | -                  | -           | -           | -           | 36     | -30    |
| 2004-2005           | Torres              | C1                  | 34         | -40        | CI-C            | 3               | -4              | -                  | -                  | -                  | -           | -           | -           | 37     | -44    |
| 2005-2006           | Torres              | C1                  | 33+2       | -25 + -2   | CI-C            | 2               | 0               | -                  | -                  | -                  | -           | -           | -           | 37     | -27    |
| 2006-gen. 2007      | Taranto             | C1                  | 17         | -15        | CI+CI-C         | 2+0             | -1              | -                  | -                  | -                  | -           | -           | -           | 19     | -16    |
| gen.-giu. 2007      | Grosseto            | C1                  | 16         | -9         | CI+CI-C         | -               | -               | -                  | -                  | -                  | SL-C1       | 2           | -1          | 18     | -10    |
| 2007-2008           | Salernitana         | C1                  | 32         | -23        | CI-C            | 1               | -2              | -                  | -                  | -                  | SL-C1       | 0           | 0           | 33     | -25    |
| 2008-2009           | Salernitana         | B                   | 26         | -33        | CI              | 4               | -6              | -                  | -                  | -                  | -           | -           | -           | 30     | -39    |
| Totale Salernitana  | Totale Salernitana  | Totale Salernitana  | 58         | -56        |                 | 5               | -8              |                    | -                  | -                  |             | 0           | 0           | 63     | -64    |
| 2009-2010           | Pescara             | 1D                  | 33+4       | -25 + -2   | CI-LP           | 1               | -2              | -                  | -                  | -                  | -           | -           | -           | 38     | -29    |
| 2010-2011           | Pescara             | B                   | 39         | -41        | CI              | 1               | -3              | -                  | -                  | -                  | -           | -           | -           | 40     | -44    |
| Totale Pescara      | Totale Pescara      | Totale Pescara      | 72+4       | -66 + -2   |                 | 2               | -5              |                    | -                  | -                  |             | -           | -           | 78     | -73    |
| mar.-giu. 2012      | Porto Torres        | D                   | 5          | -7         | CI-D            | -               | -               | -                  | -                  | -                  | -           | -           | -           | 5      | -7     |
| 2012-2013           | Porto Torres        | D                   | 32         | -34        | CI-D            | 4               | -3              | -                  | -                  | -                  | -           | -           | -           | 36     | -37    |
| Totale Porto Torres | Totale Porto Torres | Totale Porto Torres | 37         | -41        |                 | 4               | -3              |                    | -                  | -                  |             | -           | -           | 41     | -44    |
| 2013-2014           | Alghero             | Ecc.                | 27         | -39        | CI-Dil          | 2               | -3              | -                  | -                  | -                  | -           | -           | -           | 29     | -42    |
| 2014-2015           | Usinese             | Prom.               | 25         | -32        | CI-P            | 2               | -2              | -                  | -                  | -                  | -           | -           | -           | 27     | -34    |
| mar.-giu. 2016      | Tempio              | Prom.               | 2          | -2         | CI-P            | -               | -               | -                  | -                  | -                  | -           | -           | -           | 2      | -2     |
| 2016-2017           | Torres              | D                   | 24         | -32        | CI-D            | 1               | -1              | -                  | -                  | -                  | -           | -           | -           | 25     | -33    |
| 2017-2018           | Torres              | Ecc.                | 30+6       | -22 + -5   | CI-Dil          | 2               | -2              | -                  | -                  | -                  | -           | -           | -           | 38     | -29    |
| 2018-2019           | Torres              | D                   | 4          | -1         | CI-D            | 0               | 0               | -                  | -                  | -                  | -           | -           | -           | 4      | -1     |
| 2019-2020           | Torres              | D                   | 0          | 0          | CI-D            | 0               | 0               | -                  | -                  | -                  | -           | -           | -           | 0      | 0      |
| Totale Torres       | Totale Torres       | Totale Torres       | 319+8      | -323 + -7  |                 | 20              | -21             |                    | -                  | -                  |             | -           | -           | 347    | -351   |
| Totale carriera     | Totale carriera     | Totale carriera     | 716        | -740       |                 | 37              | -41             |                    | -                  | -                  |             | 2           | -1          | 755    | -783   |

### Record

#### Con la Torres
- Calciatore con più presenze (347).

## Palmarès

### Club

#### Competizioni nazionali
- Serie C2: 1

Torres: 1999-2000 (Girone B)
- Serie C1: 2

Grosseto: 2006-2007 (Girone A)
Salernitana: 2007-2008 (Girone B)
- Supercoppa di Lega di Serie C1: 1

Grosseto: 2007